# خفاش الفاكهة وودفورد
خفاش الفاكهة وودفورد أو خفاش فاكهة البرتقال (الاسم العلمي Melonycteris woodfordi)، حيوان من جنس الحبوش وينتمي إلى فصيلة خفافيش الفاكهة. يستوطن جزر سليمان وبابوا غينيا الجديدة.